# Bande dessinée muette
Une bande dessinée muette ou bande dessinée sans parole ou bande dessinée sans textes est une bande dessinée qui n'utilise pas de mots écrits. Elle se lit comme une BD pourvue de phylactère (ou bulle de dialogue), mais une attention particulière est portée à la mise en scène des images. Elle n'implique pas systématiquement l'absence totale de bulle de dialogue, mais l'attention est portée sur l'absence de mots et les auteurs ont souvent recours à des codes graphiques qui permettent la compréhension de l'histoire. Ce genre sollicite davantage l’imagination des lecteurs.

## Historique

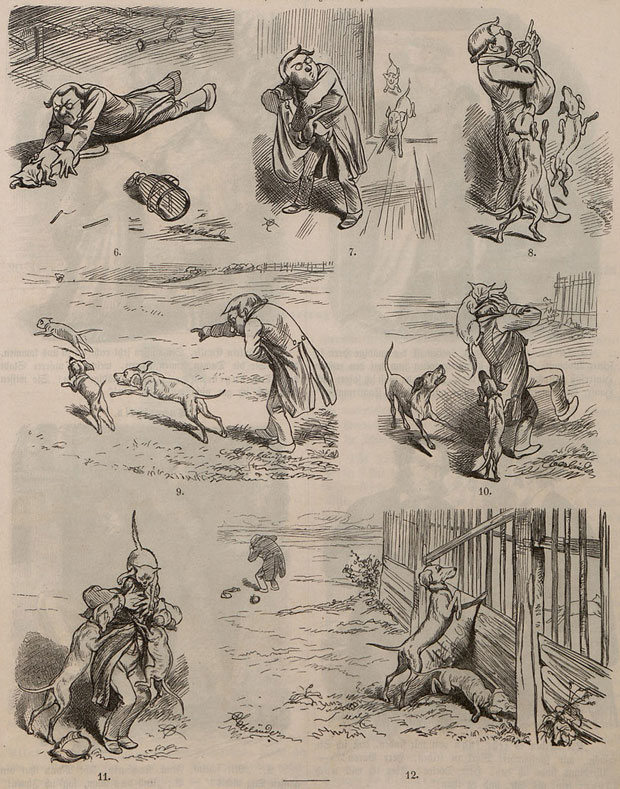
Adolf Oberländer, « Rache einer Hauskatze », Fliegende Blätter, Vol. 67, n° 1685, 1877.

Celles ayant le plus de succès sont publiées en album, mais cela reste alors très rare, car l’idée d’une bande dessinée muette était presque inconcevable, tant l’image servait le texte. Elles ont trouvé leur place dans la mise en page des journaux et presse de l'époque car cela permettait d'avoir d'aérer en ayant des pages dessinées dépourvus de typographie déjà bien assez présentes dans ces supports. 
Depuis les années 1970, le support presse continue d’exister, mais le statut de la bande dessinée a changé. La bande dessinée muette paraît dans des magazines spécialisés s’adressant aux adultes et adolescents (Métal hurlant, Tintin, Spirou…). Les histoires de Moebius sont regroupées dans les albums s'intitulant Arzach (publié en 1975). Bien que Mœbius ne soit pas le seul, l'album selon certain[Qui ?] marque la naissance de l'édition de la BD muette : l’essor de la bande dessinée muette a lieu dans les années 1970, à des fins expérimentales ou contemplatives.
Dans les années 1980-1990, les bandes dessinées n’apparaissent presque plus dans la presse. Elles sont présentes dans la micro-édition, les fanzines et chez les éditeurs indépendants. Elles prennent de nouveaux visages chez des auteurs de fantastique et d'heroic fantasy, comme Mœbius, l'un des précurseurs du genre : les artistes font usage de l'image sans dialogue, dans un enjeu principalement visuel. En parallèle, dans les années 1980, des icônes et les pictogrammes s'incrustent comme code de langage graphique dans les BD sans paroles, par exemple chez Ken Parker, de Giancarlo Berardi et Ivo Milazzo. Ainsi, durant les décennies 1980-2000, les bandes dessinées satiriques, humoristiques, burlesques et cartoonesques sans paroles s'intensifient.
La bande dessinée muette est bien plus rapidement éditée en Europe ou au Japon qu'aux États-Unis où la publication hors des supports presses est plus tardive, étant donné que l'émergence de ce genre se faisait au même moment que l'âge d'or du comics aux États-Unis. Mais en 1999 l'édition de Comix 2000 (recueil collectif de 2000 pages Comix 2000 publié par L'Association) donne un peu plus de visibilité à la bande dessinée muette. Quelques années plus tard sort la seule bande dessinée muette à avoir obtenu le Prix du meilleur album du festival d'Angoulême : Là où vont nos pères de l'Australien Shaun Tan (2006).
L'OuBaPo (Ouvroir de bande dessinée potentielle), créé en 1992, pratique la bande dessinée muette.

## Albums de jeunesse sans texte
Le livre pour jeunes enfants ou l’album jeunesse sans texte nécessite un graphisme adapté pour que l'enfant puisse comprendre. L’album sans texte se construit sans un mot, ce qui incite l’enfant ou l’adulte à parler et à inventer le texte oralement, à la manière de l’imagier où l’on prononce le mot correspondant. La suite d'images et la relation d'une image à l'autre donnent leur sens aux narration. L'album sans texte devient un outil pour le développement cognitif et créatif de l'enfant.
D'après Sophie Van der Linden, Juliette Binet et son ouvrage L'Horizon Facétieux, aux éditions Gallimard Jeunesse, Giboulées Mitsumasa Anno, Ce jour-là, à L'École des loisirs ainsi qu'Anne Brouillard et son livre L'Orage, aux éditions Grandir, font partie des auteurs illustrateurs maîtrisant l'album sans texte.
La série de BD jeunesse Petit Poilu est également sans texte.